# Aceratheriinae
Aceratheriinae — вимерла підродина носорогів, поширена в Азії, Африці, Європі та Північній Америці з олігоцену до пліоцену. Він жив від 33.9 до 3.4 млн років.

## Таксономія
Назва Aceratheriinae була дана Долло (1885). Кодреа (1992) відніс його до Rhinocerotida; і до Rhinocerotidae Prothero (1998), Antoine et al. (2000), Кая та Хейсіг (2001), Сач та Хейзманн (2001) та Денг (2005).
Визнаються такі роди:
- Aceratherium
- Acerorhinus
- Alicornops
- Aphelops
- Aprotodon
- Brachydiceratherium
- Brachypotherium
- Chilotherium
- Diaceratherium
- Dromoceratherium
- Floridaceras
- Galushaceras
- Hoploaceratherium
- Mesaceratherium
- Peraceras
- Persiatherium
- Plesiaceratherium
- Proaceratherium
- Prosantorhinus
- Shansirhinus
- Subchilotherium
- Teleoceras